# A Nice Pair
A Nice Pair és un disc recopilatori del grup britànic de rock progressiu Pink Floyd que va aparèixer el 1973, i que és una reedició dels seus dos primers àlbums —The Piper at the Gates of Dawn i A Saucerful of Secrets— en una nova funda desplegable. L'àlbum va ser editat el 5 de desembre de 1973 per Harvest i Capitol als Estats Units, i al mes següent al Regne Unit per Harvest i EMI. Va aconseguir el número 36 a la llista nord-americana d'àlbums Billboard, i va aconseguir la certificació de disc d'or segons la Recording Industry Association of America (RIAA) el mes de març de 1994.

## Llista de temes
(Totes les cançons són compostes per Syd Barrett, excepte on s'indiqui.)

### The Piper at the Gates of Dawn
Cara A
1. "Astronomy Domine" – 4:14 (RU – 1967 versió d'estudi) / 8:25 (EUA – 1969 versió en directe)
2. "Lucifer Sam" – 3:07
3. "Matilda Mother" – 3:08
4. "Flaming" – 2:46
5. "Pow R. Toc H." (Barrett / Roger Waters / Richard Wright / Nick Mason) – 4:26
6. "Take Up Thy Stethoscope and Walk" (Waters) – 3:05

Cara B
1. "Interstellar Overdrive" (Barrett / Waters / Wright / Mason) – 9:41
2. "The Gnome" – 2:13
3. "Chapter 24" – 3:42
4. "The Scarecrow" – 2:11
5. "Bike" – 3:21

### A Saucerful of Secrets
Cara C
1. "Let There Be More Light" (Waters) – 5:38
2. "Remember a Day" (Wright) – 4:33
3. "Set the Controls for the Heart of the Sun" (Waters) – 5:28
4. "Corporal Clegg" (Waters) – 4:13

Cara D
1. "A Saucerful of Secrets" (David Gilmour / Waters / Wright / Mason) – 11:57
2. "See-Saw" (Wright) – 4:36
3. "Jugband Blues" – 3:00

## Posició a les llistes
| Any  | Llista                                        | Posició |
| ---- | --------------------------------------------- | ------- |
| 1974 | UK Albums Chart                               | 21      |
| 1974 | Billboard Pop Albums                          | 36      |
| 1974 | Syndicat National de l'Édition Phonographique | 17      |
| 1974 | Llista d'àlbums de Noruega                    | 8       |